# Oxyrhynchus volubilis
Oxyrhynchus volubilis är en ärtväxtart som beskrevs av Townshend Stith Brandegee. Oxyrhynchus volubilis ingår i släktet Oxyrhynchus och familjen ärtväxter. IUCN kategoriserar arten globalt som livskraftig. Inga underarter finns listade i Catalogue of Life.